# Hessisch

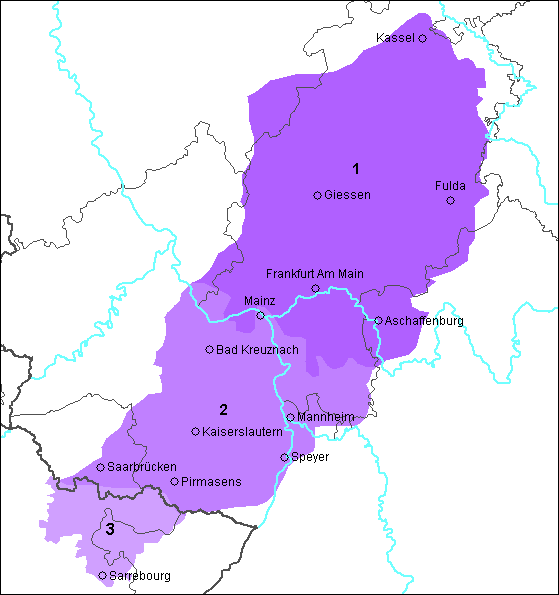
Verspreiding van de Rijnfrankische dialecten in Duitsland en Frankrijk. 1 Hessisch, 2 Paltsisch 3 Francique rhénan

Hessisch is een Hoogduits dialect. Het historisch gebied van Hessen wordt onderverdeeld in verschillende dialecten. Rondom Kassel wordt Noordhessisch, in de regio rond Gießen tot naar Bad Homburg Middelhessisch, rond Fulda Oosthessisch, en in de regio rond Frankfurt am Main Zuidhessisch gesproken. Onder Zuidhessisch verstaat men vaak Hessisch, deze referentie is echter onprecies.
Bij de kenmerken van het oude Hessisch van Offenbach horen de woorden Fieß (voeten), verkaafe (verkopen) en verziehlt (vertelt).
Stukje gesproken Hessischⓘ